# Giovanni Niccolò Servandoni
Jean-Nicolas Servan, também conhecido por Giovanni Niccolò Servando ou Servandoni (Florença, 2 de maio de 1695 – Paris, 19 de janeiro de 1766) foi um pintor, decorador de teatro e arquiteto franco-italiano.

## Viagem a Portugal
Está presente em Portugal em 1745-1746, no âmbito de estudos das construções do Palácio de Mafra e do Convento das Necessidades. Tendo sido recipiente da papal Ordem de Cristo papal, hostentava esta condecoração na corte de Dom João V, que o mandou prender, pois o Vaticano e o Reino de Portugal estavam em contenda pela legitimidade da atribuição desta ordem, Portugal alegando que apenas a Ordem de Cristo atribuida pela coroa portuguesa era legal.

## Principais obras
- Igreja de São Sulpício, fachada, Paris, 1732-45.
- Baldaquino da Igreja de Saint-Bruno des Chartreux, Lyon, c. 1736.
- Palácio de Egmont, Bruxelas (atribuição).
- Modificação do Castelo de Condé, para Jean-François Leriget de La Faye.
- Château de Gennevilliers para el mariscal de Richelieu, 1746.

### Publicações
- Description abrégée de l'église Saint-Pierre de Rome, Paris, 1738.
- Relation de la représentation de la forêt enchantée sur le théâtre des Tuileries le 31 mars 1754.